# Municipio de Indian Grove
El municipio de Indian Grove (en inglés: Indian Grove Township) es un municipio ubicado en el condado de Livingston en el estado estadounidense de Illinois. En el año 2010 tenía una población de 4297 habitantes y una densidad poblacional de 45,67 personas por km².

## Geografía
El municipio de Indian Grove se encuentra ubicado en las coordenadas 40°42′35″N 88°31′49″O / 40.70972, -88.53028. Según la Oficina del Censo de los Estados Unidos, el municipio tiene una superficie total de 94.09 km², de la cual 93.5 km² corresponden a tierra firme y (0.62%) 0.59 km² es agua.

## Demografía
Según el censo de 2010, había 4297 personas residiendo en el municipio de Indian Grove. La densidad de población era de 45,67 hab./km². De los 4297 habitantes, el municipio de Indian Grove estaba compuesto por el 95.62% blancos, el 0.61% eran afroamericanos, el 0.05% eran amerindios, el 0.58% eran asiáticos, el 0.02% eran isleños del Pacífico, el 1.54% eran de otras razas y el 1.58% pertenecían a dos o más razas. Del total de la población el 3.23% eran hispanos o latinos de cualquier raza.